# Реджінальд Поул
Реджінальд Поул (англ. Reginald Pole; 3 березня 1500 — 17 листопада 1558, Лондон) — англійський кардинал, нащадок королівської династії Плантагенетів, останній католицький архієпископ Кентерберійський.

## Життєпис
Був другим сином Маргарет Плантагенет та сера Річарда Поула.
У 1538 році зведений папою римським у сан кардинала та призначений папським легатом (послом). Після відлучення англійського короля Генріха VIII від церкви, Святий Престол мав сильне бажання «покарати» непокірного монарха шляхом створення ізоляції від усього католицького світу і, як наслідок, настроювання інших правовірних католиків монархів (імператор Карл V, король Франциск I) проти короля Генріха, розв'язуючи новий хрестовий похід, а насправді війну. З цією метою і вирушив Європою Реджинальд Поул. Він мав свої мотиви — як нащадок англійських королів він претендував на англійський трон.
У 1545—1547 роках брав участь на першому етапі Тридентського собору. Був кандидатом на Святий Престол після смерті Папи Павла III (не вистачило одного голосу).
У 1554—1558 роках керував Контрреформацією в Англії і був радником королеви Марії. У 1556 року після страти Кранмера призначений архієпископом Кентерберійським.
У 1557 році до Європи прийшла «гарячка» (англ. fever) (ймовірно вірусної природи, не виключається, що це був грип), яка стала найстрашнішою епідемією XVI століття. В Англії її пік, порівняний за летальністю з втратами від Чорної смерті, припав на осінь врожайного 1558 року на південному узбережжі країни на «гарячку» перехворіло більше половини населення. Відомі тоді чума та англійський піт уражали людей швидко та нещадно; нова хвороба була тривалою, млявою, а її результат — непередбачуваний. Смертність була особливо великою серед приїжджих з континентальної Європи, дворянства та духовенства, а найвідомішими жертвами стали кардинал Поул та, ймовірно, сама королева Марія. Рано-вранці 17 листопада 1558 року Марія ненадовго прийшла до тями, відслухала католицьку месу і незабаром померла. Того ж дня, дізнавшись про смерть королеви, помер кардинал Поул.

## Образ у кінематографі та на телеекрані
- Майкл Феаст у міні-серіалі «Королева-дівина» (2005)
- Марк Хілдрет у третьому сезоні телевізійного серіалу «Тюдори» (2009)
- Артур Батеман у серіалі «Іспанська принцеса» (2019—2020).